# Нарин (місто)
Нари́н (кирг. Нарын) — місто в Киргизстані, адміністративний центр Наринської області і району.
Населення — 34,8 тис. осіб (2009).

## Географія
Місто Нарин розташоване в Наринській улоговині на висоті 2020 м над рівнем моря, на березі однойменної річки, на автомобільній трасі Бішкек-Торугарт.

### Клімат
Місто знаходиться у зоні, котра характеризується континентальним субарктичним кліматом. Найтепліший місяць — липень із середньою температурою 16.7 °C (62 °F). Найхолодніший місяць — січень, із середньою температурою -16.7 °С (2 °F).
| Клімат Нарина           | Клімат Нарина | Клімат Нарина | Клімат Нарина | Клімат Нарина | Клімат Нарина | Клімат Нарина | Клімат Нарина | Клімат Нарина | Клімат Нарина | Клімат Нарина | Клімат Нарина | Клімат Нарина | Клімат Нарина |
| Показник                | Січ.          | Лют.          | Бер.          | Квіт.         | Трав.         | Черв.         | Лип.          | Серп.         | Вер.          | Жовт.         | Лист.         | Груд.         | Рік           |
| Абсолютний максимум, °C | 2             | 2             | 20            | 27            | 27            | 31            | 30            | 33            | 27            | 22            | 10            | 0             | 33            |
| Середній максимум, °C   | −11           | −6            | 3             | 13            | 17            | 21            | 23            | 24            | 20            | 12            | 1             | −7            | 9             |
| Середня температура, °C | −16           | −13           | −1            | 7             | 11            | 14            | 16            | 16            | 13            | 6             | −3            | −13           | 4             |
| Середній мінімум, °C    | −22           | −20           | −5            | 2             | 5             | 8             | 10            | 9             | 6             | 0             | −8            | −20           | −2            |
| Абсолютний мінімум, °C  | −32           | −27           | −23           | −7            | −1            | 2             | 3             | 2             | −7            | −11           | −26           | −32           | −32           |
| Норма опадів, мм        | 0             | 10            | 10            | 30            | 50            | 40            | 30            | 30            | 10            | 10            | 10            | 10            | 300           |
| Днів з дощем            | 4             | 5             | 5             | 8             | 11            | 9             | 9             | 5             | 4             | 3             | 6             | 5             | 79            |
| Вологість повітря, %    | 72            | 73            | 63            | 50            | 51            | 49            | 48            | 41            | 40            | 47            | 59            | 69            | 55            |
| ----------------------- | ------------- | ------------- | ------------- | ------------- | ------------- | ------------- | ------------- | ------------- | ------------- | ------------- | ------------- | ------------- | ------------- |
| Джерело: Weatherbase    |               |               |               |               |               |               |               |               |               |               |               |               |               |

## Історія
Місто розташоване в історичній області Семиріччя, що є частиною Туркестану. У цьому районі наприкінці ХІХ — на початку ХХ століть здійснювали свої численні експедиції мандрівники-географи, працювали й природничники. Зокрема, в околицях Нарина у 1913 року робив свої колекційні збори відомий дослідник Вальтер Рюкбайль з відомої родини колекторів Рюкбайлів (Rückbeill), який передавав обсяжні колекції для Британського музею. Є його збори і в Національному науково-природничому музеї НАН України (Київ).

## Транспорт
30 грудня 1994 року в Нарині відкрито тролейбусний рух. Нарин — одне з найменших міст світу, що має тролейбусне сполучення.

## Навчальні заклади
- Університет Центральної Азії
- Наринський державний університет ім. С. Нааматова
- Наринське медичне училище
- Наринське педагогічне училище

## Відомі уродженці
- Леонід Плющ — правозахисник
- Муратбек Рискулов — драматург
- Жумамудун Шералієв — композитор

## Галерея

Нарин на мапі Семиріченської області, (1900)
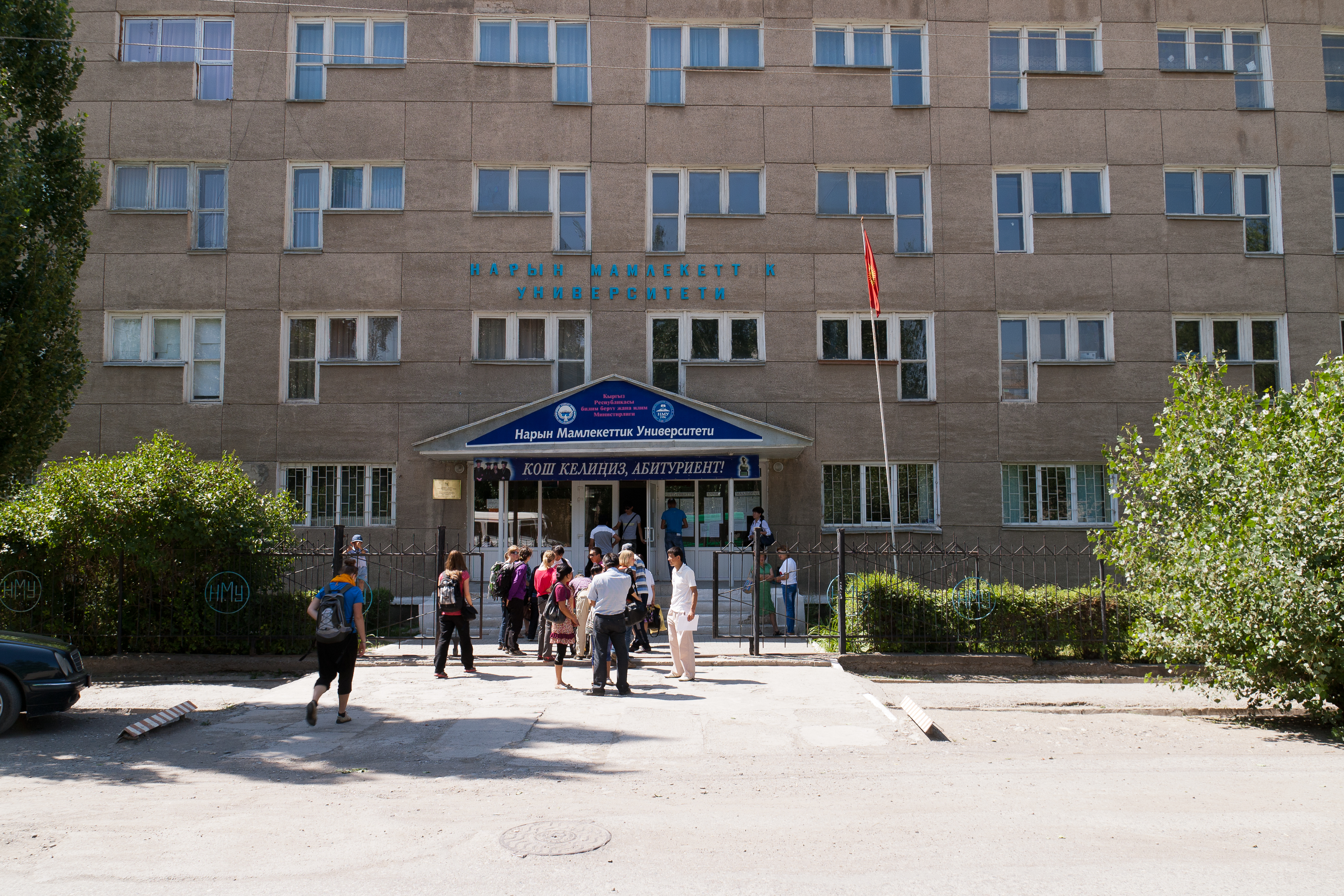
Наринський державний університет ім. С. Нааматова
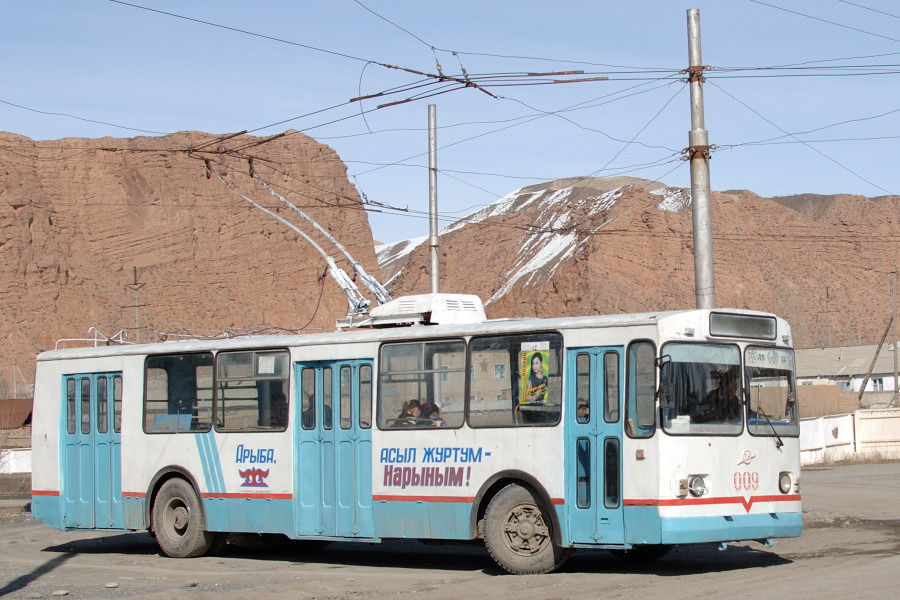
Наринський тролейбус